# International Blue
"International Blue" é uma canção da banda britânica de rock Manic Street Preachers, lançada em dezembro de 2017 como o primeiro single do álbum Resistance Is Futile (2018). Escrita pelo baixista Nicky Wire com arranjos do vocalista James Dean Bradfield e do baterista Sean Moore, foi lançada juntamente com um lyric video na VEVO.
A música foi definida por Nicky Wire como uma espécie de irmã de "Motorcycle Emptiness", um dos maiores sucessos do Manic Street Preachers, e que sua musicalidade possui influências de "Station to Station", de David Bowie. "Eu acho que há uma energia ingênua e uma melancolia widescreen na música que se reflete em todo o álbum", disse o baixista à NME.
Em fevereiro de 2018 foi lançada uma versão alternativa da música, chamada "International Blue (The Bluer Skies Version)", em sonoridade acústica, interpretada exclusivamente por James Dean Bradfield.

## Faixa
| Download digital |                      |                                               |         |  |
| N.º              | Título               | Compositor(es)                                | Duração |  |
| 1.               | "International Blue" | James Dean Bradfield, Nicky Wire e Sean Moore | 3:51    |  |

| 7" vinil |                      |         |  |
| N.º      | Título               | Duração |  |
| 1.       | "International Blue" | 3:51    |  |
| 2.       | "Holding Patterns"   | 2:55    |  |

## Ficha técnica
- James Dean Bradfield - vocais, guitarras
- Sean Moore - bateria, percussão
- Nicky Wire - baixo